# Wapen van Allingawier

Wapen van Allingawier

Het wapen van Allingawier is het dorpswapen van het Nederlandse dorp Allingawier, in de Friese gemeente Súdwest-Fryslân. Het wapen werd in 1969 geregistreerd.

## Beschrijving
De blazoenering van het wapen in het Fries luidt als volgt:
Yn sulver in swarte oansjende kouwekop mei wyt plak op foarholle en reade tonge, bigelaet fan trije reade pompeblêdden, pleatst 2:1.
De Nederlandse vertaling luidt als volgt: 
In zilver een zwarte aanziende koeienkop met wit plek op voorhoofd en rode tong, begeleid van drie rode pompeblêden, geplaatst 2:1.
De heraldische kleuren zijn: zilver (zilver), sabel (zwart) en keel (rood).

## Symboliek
- Koeienkop: staat voor de "ijzeren koe", een voorwerp dat een rol speelde bij begrafenisplechtigheden. Daarnaast verwijst de koe naar de veeteelt in de omgeving van het dorp.[2]

## Zie ook

Vlag van Allingawier